# CD Nacional de Madrid
A CD Nacional de Madrid, teljes nevén Club Deportivo Nacional de Madrid egykori spanyol labdarúgóklubot 1924-ben alapították, 1939-ben szűnt meg. Székhelye a főváros, Madrid volt.

## Statisztika
| Szezon  | Osztály | Poz. | Copa del Rey |
| ------- | ------- | ---- | ------------ |
| 1929/30 | 3ª      | 2.   |              |
| 1930/31 | 3ª      | 5.   |              |
| 1931/32 | 3ª      | 1.   |              |
| 1932/33 | 3ª      | 2.   |              |
| 1933/34 | 3ª      | 6.   |              |
| 1934/35 | 2ª      | 5.   |              |
| 1935/36 | 2ª      | 6.   |              |

## Fordítás
- Ez a szócikk részben vagy egészben  a   CD Nacional de Madrid című angol Wikipédia-szócikk fordításán alapul.  Az eredeti cikk szerkesztőit annak laptörténete sorolja fel. Ez a jelzés csupán a megfogalmazás eredetét és a szerzői jogokat jelzi, nem szolgál a cikkben szereplő információk forrásmegjelöléseként.